# Velocimetria laser
A velocimetria laser é uma técnica experimental baseada no efeito Doppler utilizada em mecânica dos fluidos e em Laboratórios de Hidráulica para medir a velocidade de escoamento.Pode-se medir com um anemômetro a raio laser a velocidade instantânea, a velocidade média e a Tensão de Reynolds num determinado ponto.
O anemômetro a raio laser substituiu, com vantagens, as técnicas de medição de velocidades utilizadas nas décadas de 1960 e 1970 com os anemômetros de fio e de filme quente.

## Utilização do anemômetro a raio laser
A observação das partículas em suspensão num fluido transforma o problema de medição de velocidade de um fluido em um problema de medição de velocidade de um corpo sólido. Todos os métodos existentes utilizam a não homogeneidade que a partícula introduz no meio fluido. Esta perturbação pode ser percebida através de meios apropriados. O anemômetro a raio laser, com uma montagem óptica adequada, cria um sistema de franjas de interferências capaz de perceber o deslocamento das partículas sólidas.
Para estudos de escoamento turbulentos em modelos físicos, o pesquisador brasileiro e professor Jorge Paes Rios desenvolveu, na Universidade de Grenoble, na França, em 1978, um anemômetro a raio laser. Seu trabalho descreve o anemômetro a raio laser, o principio de funcionamento, os principais sistemas ópticos utilizados, o emprego de traçadores e o tratamento do sinal elétrico. Finalmente, faz a comparação entre os anemômetros a filme quente e a raio laser e apresenta as conclusões.
Esse trabalho foi desenvolvido pelo pesquisador que contou com o apoio do CNPq, no Brasil e do CNRS, na França..
Segundo o professor Jorge Rios, entre as propriedades físicas alteradas a mais utilizada para a medição da velocidade é a descontinuidade do índice de refração que provoca uma difusão da luz. A medição se faz, então, visualmente, fotograficamente ou através de fotodetetores (células fotoelétricas). Pode-se determinar a velocidade de um escoamento unidimensional permanente medindo-se o tempo que uma partícula  leva para percorrer uma distância pré-fixada. Nos casos mais complexos, de escoamento não permanente, por exemplo, este método não deve ser aplicado, podendo ser utilizado o método das franjas de interferência (Efeito Doppler).
Deve-se finalmente citar que existem alguns aparelhos para medição de vazão que utilizam o raio laser que não se baseiam no princípio da observação das partículas sólidas em suspensão mas na variação da intensidade luminosa de um fluido em movimento.

## Métodos Doppler e de franjas de interferência
O efeito Doppler é um fenômeno que se traduz, em óptica por uma mudança de freqüência da onda difundida por uma partícula em movimento. Esta mudança é proporcional a velocidade da partícula. Em valor  relativo ela é bem pequena, mas pode ser medida através da comparação do raio  difundido pela partícula com o raio inicial. A medição de freqüência Doppler conduz assim ao valor da velocidade.
Outro método consiste na construção de franjas de interferência. As partículas que atravessam estas franjas luminosas emitem uma onda de difusão modulada em amplitude. O período desta modulação permite a determinação da velocidade. Rios mostra que na realidade estes dois métodos, aparentemente diferentes, são na realidade procedentes do mesmo fenômeno.

## Montagem do laser com franjas de interferência
O método das franjas de interferência consiste na formação de franjas através de interseção de duas ondas luminosas. As partículas passando sucessivamente nas raias sombrias e luminosas difundem uma luz pulsante. Um fotodetetor capta esta freqüência que á proporcional a velocidade da partícula.
Existem diversos métodos para a determinação do sinal da velocidade instantânea (sentido do escoamento), sendo um modo prático a utilização de dois sistemas de franjas de interferência.
Formam-se duas redes de franjas de interferência (de mesma interfranja) mais descaladas no espaço de um valor correspondente e uma fração da interfranja. os dois sinais são distintos, pois as redes de interferência possuem uma polarização diferente ou uma freqüência ligeiramente diferente. O sinal do vetor velocidade é dado pelo sinal de defasagem entre os dois sinais.

## Medição simultânea de vários componentes da velocidade
Pode-se definir três componentes a serem medidas num escoamento em relação ao eixo do raio  laser (eixo do anemômetro): duas componentes transversais e uma componentes axial. As componentes transversais são de medição mais fácil do que a axial. Para medir as duas componentes transversais pode-se dividir o raio laser em quatro raios paralelos fazendo-os convergir, em seguida, no ponto de medição. Os sinais luminosos correspondente as duas componentes da velocidade são distintos devido a sua diferente polarização ou freqüência. Os raios 1 e 3 possuem uma polarização (ou freqüência) comum assim como os raios 2 e 4. Na recepção pode-se separá-los com um prisma de Wollaston.

## Medição de velocidade a grandes distâncias
Alguns autores descrevem anemômetros a raio laser que podem ser utilizados para medição da velocidade do vento a algumas dezenas de metros com o emprego de telescópio.

## Anemômetros a raio laser com sistema de endoscopia
Danel descreve um sistema de endoscopia para medições de velocidades em locais de acesso difícil, como por exemplo, no interior de uma  máquina hidráulica. Esta concepção de anemômetros a raio laser pode estender consideravelmente o seu campo de aplicação a diversos escoamentos industriais.

## Utilização de traçadores
Toda vez que as partículas em suspensão, presentes naturalmente no fluido a ser estudado, não fornecem um sinal suficiente, será necessário a inseminação do fluido.  Os traçadores utilizados na água e relatados na literatura são diversos e bastante numerosos, entre os quais pode-se citar a argila e o silte. O principal inconveniente da argila é de se depositar facilmente e de ter uma granulometria desuniforme. Pode-se citar ainda o leite que fornece partículas de gordura com o diâmetro de 1 µ mas que possui o inconveniente de fermentar. Outros materiais utilizados são o polietileno e o óxido de titânio.
Quando o fluido em estudo é o ar pode-se utilizar partículas formadas por vapor de óleo, as quais, todavia, apresentam o inconveniente de sujar os filtros dos túneis de vento. Diversos materiais em pó (plásticos ou não) podem ser utilizados: o geon 126, o tefon, o óxido de alumínio etc...

## Tratamento do sinal
A célula fotoelétrica fornece uma corrente proporcional à intensidade de luz recebida. A tensão nos bornes de uma resistência constitue o sinal a ser analisado.
O sinal pode ser considerado como sendo a superposição de várias tensões:
- Uma componente de baixa freqüência, chamada de pedestal pelos autores americanos, e que corresponde ao tempo de passagem das partículas no campo de medição, sendo sua amplitude variável em função do tamanho das partículas.

- Uma componente alternativa cuja amplitude pode ser considerada, em primeira  aproximação, como sendo proporcional ao pedestal. A freqüência desta componente varia de acordo com a velocidade do fluido. Para escoamentos permanentes laminares ou de baixa turbulência esta freqüência é quase constante.

- O ruído de fundo, que pode ser eliminado através do uso de filtros mas que se torna importante quando o sinal é fraco.

Uma característica importante do sinal é a presença de soluções de continuidade (“drop-out”) que complicam muito a desmodulação. Estas lacunas são evidentemente mais importantes com baixas concentrações de partículas. Todavia, não é possível suprimí-las aumentando-se indefinidamente a concentração das partículas. Segundo Paes Rios, para  partículas com mesmo diâmetro, o sinal resultante obedece  à lei de distribuição de Rayleigh que possui uma variância de 25% do valor médio, o que significa que o sinal contará sempre com valores relativos baixos qualquer que seja a concentração das partículas.
Se o número de partículas, no campo da medição, é pequeno o sinal Doppler (filtrado) passa pelo valor zero todos os semi-período Doppler (quando há sinal). Para um número muito grande de partículas pode-se calcular a densidade de probabilidade do intervalo que separa duas passagens consecutivas pelo valor zero.
Um filtro suprime do sinal uma parte dos ruídos e a componente de baixa freqüência. O sinal fica então constituído pela componente Doppler e pelos ruídos que atravessaram o filtro. Este método de filtragem só é aplicável no caso em que a faixa de velocidade a medir não é muito grande. No caso em que a relação entre as velocidades máxima e mínima se torna maior que o número de franjas (N) não se pode mais filtrar a componente baixa freqüência sob pena de se perder os valores das velocidades mais baixas. Neste caso existem soluções mais complicadas.

## Demodulador tipo IMG (tipo Auchère-Barbier)
Os pesquisadores franceses Auchère e Barbier criaram no IMG (Institut de Mecanique de Grenoble) uma aparelhagem para tratamento do sinal Doppler a qual é muito prática e foi utilizada pelo engenheiro hidráulico brasileiro Jorge Paes Rios em alguns estudos realizados no IMG. Esta aparelhagem apresenta algumas vantagens sobre outras existentes anteriormente no comércio por ter um preço menor e, principalmente, por ser melhor adaptada para medições de velocidades baixas. Este sistema apresenta limitações para medições de altas velocidades. A faixa de velocidades que pode ser medida com esta aparelhagem varia da ordem de 0,1 mm/s até cerca de 5 m/s, de acordo com os parâmetros ópticos escolhidos. O conjunto de tratamento do sinal se compõe de duas unidades que podem funcionar independentemente: o frequencímetro instantâneo (FI 7509) e o detetor do sinal (DS 7614). O primeiro mede o módulo da velocidade enquanto o segundo determina o sinal da mesma.